# Едсон Нобре
Едсон Нобре (порт. Édson Nobre, нар. 3 лютого 1980, Бенгела) — ангольський футболіст, що грав на позиції нападника.
Виступав, зокрема, за клуби «кальчіо Меалада» та «кальчіо Аліадос Лордело», а також національну збірну Анголи.

## Клубна кар'єра
Едсон народився у місті Бенгела, але в юному віці переїхав до Португалії. У дорослому футболі дебютував 2000 року виступами за команду клубу «Меалада» (Авейру) з 5 дивізіону португальського чемпіонату, в якій провів один сезон. Своєю грою за цю команду привернув увагу представників тренерського штабу клубу «Анадія» з четвертого дивізіону португальського чемпіонату, до складу якого приєднався 2001 року. Відіграв за клуб наступні два сезони своєї ігрової кар'єри.
2003 року уклав контракт з клубом «Олівейра ду Баїрро» з третього дивізіону португальського чемпіонату, у складі якого провів наступні два роки своєї кар'єри гравця. Більшість часу, проведеного у складі клубу, був основним гравцем атакувальної ланки команди. Як і у попередніх клубах, у «Олівейрі» провів два сезони.
З літа 2005 року чотири сезони захищав кольори команди клубу «Пасуш ді Феррейра». Граючи у складі «Пасуш ді Феррейра» також здебільшого виходив на поле в основному складі команди. 21 серпня дебютував у програному (0:1) матчі проти «Насьйоналя» (Фуншал). У 2007 році разом з командою посів 6-те місце, найкраще досягнення клубу в історії. Кольори «Пакуша» захищав до 2009 року.
Влітку 2009 року підписав контракт з кіпрським клубом «Етнікос» (Ахнас). Цей перехід не був вдалим, вже в наступне трансферне вікно він повернувся в Анголу, й підписав контракт з клубом «Рекреатіву ду Ліболу». Згодом з 2010 по 2011 рік грав у складі «Ароуки».
2011 року перейшов до клубу «Аліадос Лордело», за який відіграв 1 сезон. Завершив професійну кар'єру футболіста виступами за команду цього клубу в 2012 році.
| Сезон   | Клуб                 | Країна     | Розіграш      | Матчі | Голи |
| ------- | -------------------- | ---------- | ------------- | ----- | ---- |
| 1999/00 | «Меалада»            | Португалія | 5 ліга        | ?     | ?    |
| 2000/01 | «Меалада»            | Португалія | 5 ліга        | ?     | ?    |
| 2001/02 | Анадія               | Португалія | 4 ліга        | ?     | ?    |
| 2002/03 | Анадія               | Португалія | 4 ліга        | ?     | ?    |
| 2003/04 | «Олівеїра ду Баїрро» | Португалія | 3 ліга        | 36    | 6    |
| 2004/05 | «Олівеїра ду Баїрро» | Португалія | 3 ліга        | 29    | 9    |
| 2005/06 | Пасуш ді Феррейра    | Португалія | Прімейра-Ліга | 29    | 2    |
| 2006/07 | Пасуш ді Феррейра    | Португалія | Прімейра-Ліга | 25    | 4    |
| 2007/08 | Пасуш ді Феррейра    | Португалія | Прімейра-Ліга | 26    | 5    |
| 2008/09 | Пасуш ді Феррейра    | Португалія | Прімейра-Ліга | 22    | 0    |
| 2009/10 | Етнікос (Ахнас)      | Кіпр       | Категорія A   | 2     | 0    |

## Виступи за збірну
16 листопада 2005 року дебютував у складі національної збірної Анголи у програному (0:1) товариському матчі проти Японії. Протягом кар'єри у національній команді, яка тривала 5 років, провів у формі головної команди країни 17 матчів.
У складі збірної був учасником чемпіонату світу 2006 року у Німеччині (на турнірі зіграв лише в одному програному (0:1) матчі проти Португалії), Кубка африканських націй 2006 року в Єгипті, Кубка африканських націй 2008 року у Гані.